# ザ・スコット・フィッツジェラルド・ブック
『ザ・スコット・フィッツジェラルド・ブック』は、村上春樹のエッセイ集および翻訳。
1988年4月、TBSブリタニカで刊行。装丁と表紙画は和田誠。紀行・作品エッセイ8編、スコット・フィッツジェラルドの短編2編・翻訳での構成。1991年4月に中公文庫で再刊された。
2006年3月、中央公論新社「村上春樹 翻訳ライブラリー」シリーズ（新書判）で改訂再刊。新たに、編集担当者アーノルド・ギングリッチのエッセイ「スコット、アーネスト、そして誰でもいい誰か」を翻訳収録。

## 内容
| タイトル                                                             | 執筆者                       | 初出                                       |
| -------------------------------------------------------------------- | ---------------------------- | ------------------------------------------ |
| コンクリートとガラスの楽園 ニューヨーク州ニューヨーク                | 村上春樹                     | 『サントリークォータリー』1983年14号       |
| 「アラーの園」の人々 カリフォルニア州ハリウッド                      | 村上春樹                     | 『サントリークォータリー』1983年16号       |
| ロックヴィル巡礼 メリーランド州ロックヴィル                          | 村上春樹                     | 『サントリークォータリー』1983年19号       |
| 奇妙に心地よい太陽の照る場所 アラバマ州モントゴメリイ                | 村上春樹                     | 『マリ・クレール』1986年11月号             |
| ホワイト・ベア湖の夢                                                 | 村上春樹                     | 『サントリークォータリー』1985年21号       |
| 『夜はやさし』の二つのヴァージョン                                   | 村上春樹                     | 『フィッツジェラルドの文学』（荒地出版社） |
| ゼルダ・フィッツジェラルドの短い伝記                                 | 村上春樹                     | 『妻の名のもとに』（集英社）               |
| 映画『華麗なるギャツビー』についてのコメント                         | 村上春樹                     | 『名作52 読む見る聴くPart1』（集英社）     |
| 自立する娘 On Your Own                                               | スコット・フィッツジェラルド | 訳し下ろし                                 |
| リッチ・ボーイ（金持の青年） The Rich Boy                            | スコット・フィッツジェラルド | 訳し下ろし                                 |
| スコット、アーネスト、そして誰でもいい誰か Scott, Ernest and Whoever | アーノルド・ギングリッチ     | ※新たに「村上春樹 翻訳ライブラリー」に収録 |